# Danny and Dusty
Danny and Dusty è un duo musicale alternative rock/country statunitense. È formato da Steve Wynn "Dusty" e Dan Stuart "Danny" leader dei Green on Red.

## Storia dei Danny and Dusty
Il primo album, The Lost Weekend, fu registrato in un fine settimana ed ha visto la partecipazione di Sid Griffin, Stephen McCarthy e Tom Stevens dei Long Ryders. A distanza di più di 20 anni i due artisti si sono ritrovati questa volta a New York e con l'aiuto di Johnny Hott, Bob Rupe, Steve McCarthy e Chris Cacavas hanno registrato un album studio Cast Iron Soul, ed uno dal vivo registrato a Norimberga, Here's to You Max Morlock.

## Discografia

### Album in studio
- 1985 - The Lost Weekend - (Prima)
- 2007 - Cast Iron Soul - (Blue Rose)

### Album dal vivo
- 2007 - Here's to You Max Morlock - (Blue Rose)